# Bertrand Cantat
Bertrand Cantat (ur. 5 marca 1964 w Pau) – gwiazdor francuskiego rocka, wokalista, gitarzysta i autor tekstów grupy Noir Désir.

## Życiorys
W 1981 roku założył wraz ze szkolnym kolegą Serge Tessotem Gaya zespół Noir Désir, który z biegiem lat zyskał tytuł "sumienia Francji". W wieku 20 lat Cantat skoczył w czasie koncertu w tłum, czego efektem był groźny uraz kręgosłupa. Pod koniec lat 90. Cantat stał się idolem francuskiej młodzieży, a prasa opiewała go jako wielkiego pacyfistę.
27 lipca 2003 roku Bertrand Cantat dotkliwie pobił aktorkę Marie Trintignant, która, pobita przez Cantata, doznała urazu głowy i w efekcie zapadła w śpiączkę. Sekcja zwłok wykazała, że Cantat uderzył Trintignant w głowę i twarz co najmniej 19 razy. Aktorka miała m.in. złamany nos i ślady na przedramieniu wskazujące na próby osłaniania się. Zmarła 1 sierpnia. Sekcja zwłok wykazała, że Marie Trintignant zmarła na skutek urazu czaszki po serii silnych ciosów. Według oficjalnej wersji do zdarzenia doszło w czasie, gdy Cantat znajdował się pod wpływem narkotyków. Muzyk z wezwaniem karetki zwlekał siedem godzin. Karetkę wezwał brat ofiary, który przyszedł ją odwiedzić.
Sąd w Wilnie, gdzie doszło do zdarzenia, skazał Cantata na 8 lat więzienia. O procesie było głośno na całym świecie. Pierwotnie muzykowi groziło 15 lat pozbawienia wolności, ale za wyrażenie skruchy oskarżyciele zażądali dla niego jedynie 9 lat więzienia. W czasie procesu prokurator Vladimiras Sergiejevas dowodził, że Cantat w chwili popełnienia czynu "był w pełni świadomy i nie mógł nie zdawać sobie sprawy z ewentualnych skutków swego działania". Ostatecznie Bertrand Cantat został skazany na 8 lat pozbawienia wolności. Odbywał wyrok w rodzinnej Francji. 21 lutego 2007 magazyn VSD opublikował obszerny artykuł o warunkach, w jakich przebywa w więzieniu w Muret pod Tuluzą.
15 października 2007 Sąd w Tuluzie podjął decyzję o warunkowym zwolnieniu muzyka z więzienia. Cantat opuścił więzienie po odbyciu połowy kary wymierzonej przez litewski sąd.